# Gurania
Gurania é um género botânico pertencente à família Cucurbitaceae.

## Espécies
| - Gurania acuminata Cogn. - Gurania andreana Cogn. - Gurania angustiflora Cuatrec. | - Gurania annulata Rusby - Gurania apodantha Standl. ex J.F.Macbr. - Gurania arabidae Cogn. |

1. ↑  «Gurania — World Flora Online». www.worldfloraonline.org. Consultado em 19 de agosto de 2020